# Aitana Bonmatí
Aitana Bonmatí i Conca, född 18 januari 1998 i Sant Pere de Ribes, är en spansk fotbollsspelare (offensiv mittfältare) som representerar Barcelona och det spanska landslaget. I VM-turneringen 2023 var hon med i det spanska landslag som vann VM-guld. Efter finalen utsågs hon till bästa spelare och tilldelades Guldbollen. Hon var en del av det landslag som spelade Europamästerskapet i England år 2022, där hon bland annat blev målskytt i den första gruppspelsmatchen mot Finland.